# Johann Evangelist Habert
Johann Evangelist Habert   (Horní Planá, 18 d'octubre de 1833 - Gmunden, 1 de setembre de 1896) fou un músic i compositor de música religiosa especialment.
Acabats els estudis en el Pàdagogium de Linz, fou professor a Naarn (Alta Àustria), i des de 1861 fou organista de Gmunden, on el 1878 fou a la vegada regent de cor. Des de 1868 fins a 1883 dirigí la revista Zeitschrift für Katholische Kirchenmusik.
A més de gran nombre de composicions religioses (misses, ofertoris, peces per a orgue etc..), va compondre una Praktische Orgelschule, una Kleine praktische Orgelschule i el llibre Beiträge zur Lehre von der musikalischen Komposition (Leipzig, 1899).